# Lea Friedrich
Lea Sophie Friedrich (Dassow, 7 de enero de 2000) es una deportista alemana que compite en ciclismo en la modalidad de pista, especialista en las pruebas de velocidad.
Participó en dos Juegos Olímpicos de Verano, obteniendo tres medallas, plata en Tokio 2020, en velocidad por equipos (junto con Emma Hinze), y dos en París 2024, plata en velocidad individual y bronce en velocidad por equipos (con Pauline Grabosch y Emma Hinze).
Ganó trece medallas en el Campeonato Mundial de Ciclismo en Pista entre los años 2020 y 2023, y quince medallas en el Campeonato Europeo de Ciclismo en Pista entre los años 2019 y 2025.

## Medallero internacional
| Juegos Olímpicos   | Juegos Olímpicos         | Juegos Olímpicos  | Juegos Olímpicos      |
| Año                | Lugar                    | Medalla           | Competición           |
| ------------------ | ------------------------ | ----------------- | --------------------- |
| 2020               | Tokio (Japón)            | Medalla de plata  | Velocidad por equipos |
| 2024               | París (Francia)          | Medalla de plata  | Velocidad individual  |
| 2024               | París (Francia)          | Medalla de bronce | Velocidad por equipos |
| Campeonato Mundial |                          |                   |                       |
| Año                | Lugar                    | Medalla           | Competición           |
| 2020               | Berlín (Alemania)        | Medalla de oro    | Velocidad por equipos |
| 2020               | Berlín (Alemania)        | Medalla de oro    | 500 m contrarreloj    |
| 2021               | Roubaix (Francia)        | Medalla de oro    | Velocidad por equipos |
| 2021               | Roubaix (Francia)        | Medalla de oro    | 500 m contrarreloj    |
| 2021               | Roubaix (Francia)        | Medalla de oro    | Keirin                |
| 2021               | Roubaix (Francia)        | Medalla de plata  | Velocidad individual  |
| 2022               | Saint-Quentin (Francia)  | Medalla de oro    | Velocidad por equipos |
| 2022               | Saint-Quentin (Francia)  | Medalla de oro    | Keirin                |
| 2022               | Saint-Quentin (Francia)  | Medalla de plata  | Velocidad individual  |
| 2023               | Glasgow (Reino Unido)    | Medalla de oro    | Velocidad por equipos |
| 2023               | Glasgow (Reino Unido)    | Medalla de plata  | Velocidad individual  |
| 2023               | Glasgow (Reino Unido)    | Medalla de bronce | 500 m contrarreloj    |
| 2023               | Glasgow (Reino Unido)    | Medalla de bronce | Keirin                |
| Campeonato Europeo |                          |                   |                       |
| Año                | Lugar                    | Medalla           | Competición           |
| 2019               | Apeldoorn (Países Bajos) | Medalla de plata  | Velocidad por equipos |
| 2019               | Apeldoorn (Países Bajos) | Medalla de plata  | Keirin                |
| 2019               | Apeldoorn (Países Bajos) | Medalla de bronce | Velocidad individual  |
| 2021               | Grenchen (Suiza)         | Medalla de plata  | Velocidad individual  |
| 2021               | Grenchen (Suiza)         | Medalla de oro    | Keirin                |
| 2021               | Grenchen (Suiza)         | Medalla de plata  | Velocidad por equipos |
| 2022               | Múnich (Alemania)        | Medalla de oro    | Keirin                |
| 2022               | Múnich (Alemania)        | Medalla de oro    | Velocidad por equipos |
| 2023               | Grenchen (Suiza)         | Medalla de oro    | Velocidad individual  |
| 2023               | Grenchen (Suiza)         | Medalla de oro    | Velocidad por equipos |
| 2023               | Grenchen (Suiza)         | Medalla de oro    | Keirin                |
| 2024               | Apeldoorn (Países Bajos) | Medalla de oro    | Velocidad por equipos |
| 2024               | Apeldoorn (Países Bajos) | Medalla de oro    | Keirin                |
| 2024               | Apeldoorn (Países Bajos) | Medalla de plata  | Velocidad individual  |
| 2025               | Heusden-Zolder (Bélgica) | Medalla de bronce | Velocidad por equipos |

1. ↑  Compitió en la ronda de clasificación.